# Стрибки у воду на Чемпіонаті Європи з водних видів спорту 2022 — синхронний трамплін, 3 метри (жінки)
Змагання зі синхронних стрибків у воду з трампіліна серед жінок на Чемпіонаті Європи з водних видів спорту 2022 відбулись 18 серпня.

## Результати[2]
| Місце | Країна          | Спортсмени                        | Бали  | Бали  | Бали  | Бали  | Бали  | Бали    |
| Місце | Країна          | Спортсмени                        | T1    | T2    | T3    | T4    | T5    | Загалом |
| ----- | --------------- | --------------------------------- | ----- | ----- | ----- | ----- | ----- | ------- |
| 1     | Німеччина       | Лена Гентшель Тіна Пунцель        | 47.40 | 46.20 | 60.30 | 60.30 | 66.96 | 281.16  |
| 2     | Італія          | Елена Бертоккі К'яра Пеллакані    | 46.20 | 34.20 | 61.20 | 66.96 | 52.20 | 260.76  |
| 3     | Швеція          | Емілія Нільссон Елна Відестрем    | 46.20 | 45.00 | 52.20 | 56.70 | 57.60 | 257.70  |
| 4     | Велика Британія | Дешарне Бент-Ашмейл Амі Роллінсон | 40.80 | 43.80 | 53.10 | 60.30 | 59.40 | 257.40  |
| 5     | Україна         | Вікторія Кесарь Ганна Письменська | 46.80 | 40.80 | 54.90 | 49.29 | 54.00 | 245.79  |
| 6     | Франція         | Джейд Жіллє Наїс Жіллє            | 42.60 | 40.80 | 55.08 | 46.20 | 45.36 | 230.04  |
| 7     | Швейцарія       | Маделін Кокез Морган Еркулано     | 40.80 | 41.40 | 47.04 | 46.20 | 44.55 | 219.99  |
| 8     | Угорщина        | Естер Ковач Естелла Мосена        | 37.80 | 37.80 | 44.64 | 49.21 | 46.20 | 215.85  |